# Andy Hallett
Andrew Alcott Hallett (ur. 4 sierpnia 1975 w Osterville, zm. 29 marca 2009 w Los Angeles) – amerykański aktor i piosenkarz. Wystąpił w roli Lorne’a w serialu The WB Anioł ciemności (Angel, 2000-2004). Często wykorzystywał swoje talenty wokalne w serialu i wykonał dwie piosenki na albumie ze ścieżką dźwiękową serii Angel: Live Fast, Die Never (2005).

## Życiorys
Urodził się w Osterville w stanie Massachusetts jako syn Lori Hallett i Dave’a Halletta. Od dziecka lubił śpiewać, był jednak wyśmiewany przez rówieśników, co spowodowało, że przestał rozwijać swoje pasje. Został odkryty podczas koncertu Patti LaBelle, która zaprosiła na scenę kilka osób z widowni, w tym również Halletta. Zaśpiewał razem z nią „Lady Marmalade”. Występ amatora zaskoczył widownią i samą LaBelle. Po ukończeniu Barnstable High School i Assumption College przeniósł się do Los Angeles, gdzie podjął pracę jako goniec w jednej z agencji. Z czasem został asystentem Kai Cole, żony Jossa Whedona, twórcy serialu Buffy: Postrach wampirów, gdzie wystąpił w jednym z odcinków produkcji pt. Hush (1999) jako student. 
Kiedy producent Joss Whedon i jego żona zobaczyli występ Halletta w jednym z klubów karaoke, do scenariusza serialu The WB Anioł ciemności (Angel) dopisali postać demona, który prowadzi bar karaoke. Tak stworzono postać rogatego, zielonoskórego demona imieniem Lorne, który potrafił przewidywać przyszłość klientów biorących udział w karaoke w jego barze. Żeby wcielić się w rolę demona, Hallett musiał przed każdym dniem zdjęciowym dwie godziny spędzić na charakteryzacji. Początkowo miał być to występ gościnny, jednak jego postać szybko stała się ulubieńcem fanów. W 2004 zdobył nominację do Nagrody Satelity w kategorii najlepszy aktor drugoplanowy w serialu dramatycznym. Ostatecznie w latach 2000-2004 zagrał w 76 odcinkach serialu. 
Kilka tygodni po zakończeniu zdjęć do serialu, Hallett doznał ostrej infekcji zębów, która rozprzestrzeniła się przez krwiobieg do jego serca i doprowadziła do kardiomiopatii. Hallett spędził kilka dni w szpitalu, ale już nigdy nie wrócił do pełni zdrowia. Spotykał się z fanami i brał udział w konwentach związanych z serialami Buffy i Anioł ciemności. Jego zdrowie nadal się pogarszało. W ciągu pięciu lat po pierwszej hospitalizacji do szpitala trafiał jeszcze trzy razy. Zmarł 29 marca 2009 w Cedars-Sinai Hospital w Los Angeles w stanie Kalifornia na niewydolność serca w wieku 33 lat.